# Vilabella

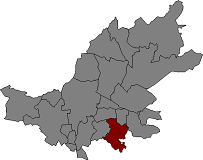
Położenie gminy na mapie comarki Alt Camp.

Vilabella – gmina w Hiszpanii,  w Katalonii, w prowincji Tarragona, w comarce Alt Camp.
Powierzchnia gminy wynosi 18,20 km². Zgodnie z danymi INE, w 2005 roku liczba ludności wynosiła 789, a gęstość zaludnienia 43,35 osoby/km². Wysokość bezwzględna gminy równa jest 254 metry. Współrzędne geograficzne gminy to 41°14'57"N, 1°19'53"E.

## Demografia
- 1991 – 844
- 1996 – 814
- 2001 – 787
- 2004 – 782
- 2005 – 789